# Визия 2020
Визия 2020 е проект, започнат от правителството на Малайзия в средата на 80-те години на 20 век. Постепенно той се развива главоломно и вече се определя като национален идеал. Предвижда се растеж на икономиката от 7% годишно от 1990 до 2020. И докато през 90-те години растежът е около 7,2%, то през следващото десетилетие той е 5,4%. Според министър-председателят Наджик Тун Разак, за да се изпълни проектът трябва да се отчита годишен растеж от поне 8%, докато с темпове от 6% би се реализирал с десет годишно закъснение, през 2030 г. 

## История
След „тигровия скок“ на Малайзия след 1969 година, идва ред на една задълбочила се рецесия, породена от насищането на вътрешния пазар. Правителството реагира мигновено с новата „Визия 2020“. Тя цели обвързването на всички части на населението с икономическия живот, както и развитието на Малайзия до високо-технологична и индустриална държава до 2020 г. Развиват се както индустрии на базата на местни продукти като каучук и палмово масло, така и високи технологии като електроника и ИТ.

## Предизвикателства
Има 9 предизвикателства, които Правителството си е поставило като цел за достигане на националния идеал „Малайзия 2020“.
- Основаване на еднинна нация, съставена от „Бангса Малайзия“ (единна раса);
- Превръщане на Малайзия в едно образовано, развито и защитено общество;
- Развитие на зряло демократично общество;
- Основаване на абсолютно морално и етично общество;
- Основаване на зряло толерантно и либерално общество;
- Основаване на едно научно и прогресиращо общество;
- Основаване на едно загрижено за проблемите си общество;
- Икономическо осигуряване на общество, където има честно и справедливо разпределение на богатството на нацията;
- Основаване на проспериращо общество с икономика, която е абсолютно конкурентоспособна, динамична, силна и гъвкава.